# TV Tennis Electrotennis
TV Tennis Electrotennis (tiếng Nhật: テレビテニス, phiên âm Latinh hóa Hepburn: Terebitenisu, nghĩa là Television Tennis, thường viết tắt thành TV Tennis hoặc Electrotennis) là một máy chơi trò chơi điện tử tại gia thế hệ đầu tiên chuyên dụng do hãng Epoch Co. hợp tác với Magnavox phát hành vào ngày 12 tháng 9 năm 1975 với giá bán 19.000 yên Nhật chỉ duy nhất tại Nhật Bản. Đây là hệ máy chơi game đầu tiên từng được phát hành tại Nhật.
Sản phẩm này được phát hành vài tháng trước khi phát hành Home Pong ở Bắc Mỹ. Một tính năng độc đáo của TV Tennis Electrotennis là máy chơi game này được kết nối không dây với TV, hoạt động thông qua ăng-ten tần số cực cao (UHF). Tùy thuộc vào nguồn tin cho biết, nhà sản xuất đã bán được khoảng 10.000, 20.000 hoặc 3 triệu máy trong suốt vòng đời của nó, bao gồm khoảng 5.000 máy trong năm đầu tiên. Hệ máy kế nhiệm TV Tennis Electrotennis chính là TV Game System 10 ra mắt từ năm 1977.
Chức năng phát sóng không dây của TV Tennis Electrotennis đã khiến nhà thiết kế Famicom là Masayuki Uemura cân nhắc bổ sung khả năng đó cho Famicom, dù cuối cùng ông đã không theo đuổi chức năng này nhằm giữ cho chi phí hệ máy ở mức thấp.